# Ајда Гроув (Ајова)
Ајда Гроув (енгл. Ida Grove) град је у америчкој савезној држави Ајова. По попису становништва из 2010. у њему је живело 2.142 становника.

## Демографија
Према попису становништва из 2010. у граду је живело 2.142 становника, што је 208 (8.9%) становника мање него 2000. године.
| Група             | 2000.         | 2010.         |
| Белци             | 2.315 (98,5%) | 2.098 (97,9%) |
| Афроамериканци    | 2 (0,1%)      | 6 (0,3%)      |
| Азијати           | 4 (0,2%)      | 3 (0,1%)      |
| Хиспаноамериканци | 15 (0,6%)     | 18 (0,8%)     |
| Укупно            | 2.350         | 2.142         |